# Bailong Po
Bailong Po (chinesisch 百龍坡 ‚Weißer-Drachen-Hang‘) ist ein großer und vereister Steilhang an der Ingrid-Christensen-Küste des ostantarktischen Prinzessin-Elisabeth-Lands. Er liegt östlich der Schlucht Bailong Gou in südost-nordwestlicher Ausrichtung. Der Höhenunterschied reicht von wenigen Metern bis zu über 1000 Metern.
Chinesische Wissenschaftler benannten ihn 1993.